# 徐志鹏
徐志鹏（1987年—），青年独立电影导演，山西汾阳人，2007年毕业于山西广播电影电视学校影视节目制作专业。同年开始从事影视编导工作，组建成立“金灯台电影工作室”进行独立电影的创作与研究。2011年拍摄实验电影处女作《芒果》。